# Березовський (місто, Кемеровська область)
Бере́зовський (рос. Берёзовский) — місто, центр Березовського міського округу Кемеровської області, Росія.

## Населення
Населення — 47279 осіб (2010; 48299 у 2002).